# Sminthopsis granulipes
Sminthopsis granulipes är en pungdjursart som beskrevs av Ellis Le Geyt Troughton 1932. Sminthopsis granulipes ingår i släktet Sminthopsis och familjen rovpungdjur. IUCN kategoriserar arten globalt som livskraftig. Inga underarter finns listade.
Pungdjuret förekommer i två från varandra skilda områden i sydvästra Australien. Arten vistas där i sandiga regioner med några buskar eller annan vegetation.